# Dirka po Španiji 1990
Dirka po Španiji 1990 (špansko Vuelta a España 1990) je 45. izvedba dirke po Španiji, tritedenske moške cestne kolesarske etapne dirke. Začela se je 24. aprila v Benicàssimu in končala 15. maja v Madridu. Sodelovalo je 198 kolesarjev iz 22-ih ekip. Rumeno majico je prvič osvojil Marco Giovannetti (Seur), drugo mesto Pedro Delgado (Banesto), tretje pa Anselmo Fuerte (ONCE). Modro majico je osvojil Uwe Raab (PDM–Concorde–Ultima), zeleno majico José Martín Farfán (Kelme–Ibexpress), turkizno majico Uwe Ampler (PDM–Concorde–Ultima), belo majico Federico Echave (CLAS–Cajastur), rdečo majico pa Miguel Ángel Iglesias (Puertas Mavisa).

## Ekipe
- Alfa Lum
- Banesto
- BH–Amaya Seguros
- Café de Colombia
- Chateau d'Ax–Salotti
- CLAS–Cajastur
- Diana–Colnago–Animex
- Isoglass–Garden Wood
- Jolly Componibili–Club 88
- Kelme–Ibexpress
- Lotus–Festina
- ONCE
- PDM–Concorde–Ultima
- Pony Malta–Avianca
- Puertas Mavisa
- Postobón–Manzana–Ryalcao
- Seur
- Sicasal–Acral
- Stuttgart–Mercedes–Merckx–Puma
- Teka
- Toshiba
- IOC–Tulip Computers

## Etape
| Etapa | Datum     | Štart/Cilj                                | Razdalja | Tip     | Tip                  | Zmagovalec                  |         |
| ----- | --------- | ----------------------------------------- | -------- | ------- | -------------------- | --------------------------- | ------- |
| 1     | 24. april | Benicàssim – Benicàssim                   | 10,3 km  |         | posamični kronometer | Pello Ruiz Cabestany (ESP)  |         |
| 2a    | 25. april | Oropesa – Castellón                       | 108 km   |         |                      | Emilio Cuadrado (ESP)       |         |
| 2b    | 25. april | Benicàssim – Borriana                     | 36,3 km  |         | ekipni kronometer    | Lotus–Festina               |         |
| 3     | 26. april | Dénia – Murcia                            | 196,3 km |         |                      | Silvio Martinello (ITA)     |         |
| 4     | 27. april | Murcia – Almería                          | 226,2 km |         |                      | Erwin Nijboer (NED)         |         |
| 5     | 28. april | Almería – Sierra Nevada                   | 198 km   |         |                      | Patrice Esnault (FRA)       |         |
| 6     | 29. april | Loja – Ubrique                            | 195,2 km |         |                      | Jesper Worre (DEN)          |         |
| 7     | 30. april | Jerez – Sevilja                           | 190,3 km |         |                      | Benny Van Brabant (BEL)     |         |
| 8     | 1. maj    | Sevilja – Mérida                          | 187,6 km |         |                      | Atle Pedersen (NOR)         |         |
| 9     | 2. maj    | Cáceres – Guijuelo                        | 192,7 km |         |                      | Néstor Mora (COL)           |         |
| 10    | 3. maj    | Peñaranda de Bracamonte – León            | 226,8 km |         |                      | Uwe Raab (DDR)              |         |
| 11    | 4. maj    | León – Estación de esquí de San Isidro    | 203 km   |         |                      | Carlos Hernández (ESP)      |         |
| 12    | 5. maj    | Estación de esquí de San Isidro – Naranco | 156 km   |         |                      | Alberto Camargo (COL)       |         |
| 13    | 6. maj    | Oviedo – Santander                        | 193,3 km |         |                      | Nico Emonds (BEL)           |         |
| 14    | 7. maj    | Santander – Nájera                        | 207,5 km |         |                      | Bernd Gröne (FRG)           |         |
| 15    | 8. maj    | Ezcaray – Valdezcaray                     | 24,1 km  |         | gorski kronometer    | Jean-François Bernard (FRA) |         |
| 16    | 9. maj    | Logroño – Pamplona                        | 165,5 km |         |                      | Uwe Raab (DDR)              |         |
| 17    | 10. maj   | Pamplona – Jaca                           | 155,3 km |         |                      | Federico Echave (ESP)       |         |
| 18    | 11. maj   | Jaca – Cerler                             | 178,5 km |         |                      | José Martín Farfán (COL)    |         |
| 19    | 12. maj   | Benasque – Zaragoza                       | 223,6 km |         |                      | Asiat Saitov (URS)          |         |
| 20    | 13. maj   | Zaragoza – Zaragoza                       | 40 km    |         | posamični kronometer | Pello Ruiz Cabestany (ESP)  |         |
| 21    | 14. maj   | Collado Villalba – Palazuelos de Eresma   | 188,6 km |         |                      | Denis Roux (FRA)            |         |
| 22    | 15. maj   | Segovia – Madrid                          | 177 km   |         |                      | Uwe Raab (DDR)              |         |
|       | Skupaj    | Skupaj                                    | 3680 km  | 3680 km | 3680 km              | 3680 km                     | 3680 km |

## Končna razvrstitev
| Legenda | Legenda                                           | Legenda | Legenda                                               |
| ------- | ------------------------------------------------- | ------- | ----------------------------------------------------- |
|         | Predstavlja vodilnega v skupnem seštevku          |         | Predstavlja vodilnega po točkah                       |
|         | Predstavlja vodilnega v gorski razvrstitvi        |         | Predstavlja vodilnega v šprintih                      |
|         | Predstavlja vodilnega v kombinacijski razvrstitvi |         | Predstavlja vodilnega v razvrstitvi mladih kolesarjev |

### Rumena majica
| Poz. | Kolesar                  | Ekipa                    | Čas         |
| ---- | ------------------------ | ------------------------ | ----------- |
| 1    | Marco Giovannetti        | Seur                     | 94h 36' 40s |
| 2    | Pedro Delgado            | Banesto                  | a 1' 28s    |
| 3    | Anselmo Fuerte           | ONCE                     | a 1' 48s    |
| 4    | Pello Ruiz Cabestany     | ONCE                     | a 2' 16s    |
| 5    | Fabio Parra              | Kelme–Ibexpress          | a 3' 07s    |
| 6    | Federico Echave          | CLAS–Cajastur            | a 3' 52s    |
| 7    | Miguel Induráin          | Banesto                  | a 6' 22s    |
| 8    | Ivan Ivanov              | Alfa Lum                 | a 6' 48s    |
| 9    | Uwe Ampler               | PDM–Concorde–Ultima      | a 7' 15s    |
| 10   | Denis Roux               | Toshiba                  | a 7' 56s    |
| 11   | José Martín Farfán       | Kelme–Ibexpress          |             |
| 12   | Luis Herrera             | Café de Colombia         |             |
| 13   | Carlos Jaramillo         | Postobón–Manzana–Ryalcao |             |
| 14   | Ignacio Gaston Crespo    | CLAS–Cajastur            |             |
| 15   | José Francisco Rodríguez | Pony Malta–Avianca       |             |
| 16   | Tony Rominger            | Chateau d'Ax–Salotti     |             |
| 17   | Alvaro Mejia             | Postobón–Manzana–Ryalcao |             |
| 18   | Jesús Montoya            | BH–Amaya Seguros         |             |
| 19   | Álvaro Sierra            | Café de Colombia         |             |
| 20   | Jon Unzaga Bombin        | Seur                     |             |
| 21   | Julián Gorospe           | Banesto                  |             |
| 22   | Alberto Luis Camargo     | Café de Colombia         |             |
| 23   | José Luis Laguia         | Lotus–Festina            |             |
| 24   | Pablo Wilches            | Pony Malta–Avianca       |             |
| 25   | Gerardo Moncada          | Postobón–Manzana–Ryalcao |             |